# Daniela Guajardo
Daniela Guajardo, née le 23 juin 1990 à Curico, est une coureuse cycliste chilienne. Championne du Chili du contre-la-montre en 2014 et 2015, elle est médaillée lors de championnats panaméricains sur piste à plusieurs reprises.

## Palmarès sur route
- 2008
  -  Championne du Chili sur route juniors
- 2010
  - 3e du championnat du Chili sur route
- 2014
  -  Championne du Chili du contre-la-montre
  - 2e du championnat du Chili sur route
- 2015
  -  Championne du Chili du contre-la-montre
  - 3e de la Coupe de la fédération vénézuélienne de cyclisme

## Palmarès sur piste

### Championnats panaméricains
- Montevideo 2008
  -  Médaillée d'argent de la vitesse par équipe
- Mar del Plata 2012
  -  Médaillée d'argent du scratch
  -  Médaillée de bronze de la course aux points
- Aguascalientes 2014
  -  Médaillée de bronze du scratch
- Santiago 2015
  -  Médaillée de bronze de la poursuite par équipe
- Lima 2021
  -  Médaillée de bronze de la poursuite par équipes

### Jeux sud-américains
- Cochabamba 2018
  -  Médaillée d'argent de la poursuite par équipes
- Asuncion 2022
  -  Médaillée de bronze de la poursuite par équipes

### Jeux bolivariens
- Santa Marta 2017
  -  Médaillée de bronze de la poursuite par équipe
- Valledupar 2022
  -  Médaillée de bronze de la poursuite par équipes